# 瓦曼里帕約克山 (瓦努科大區)
10°26′33″S 76°01′53″W / 10.44250°S 76.03139°W
瓦曼里帕約克山（Wamanripayuq），是秘魯的山峰，位於該國中部瓦努科大區，由聖拉斐爾區和帕瑙區負責管轄，屬於安地斯山脈的一部分，海拔高度4,960米。